# Península do Cotentin

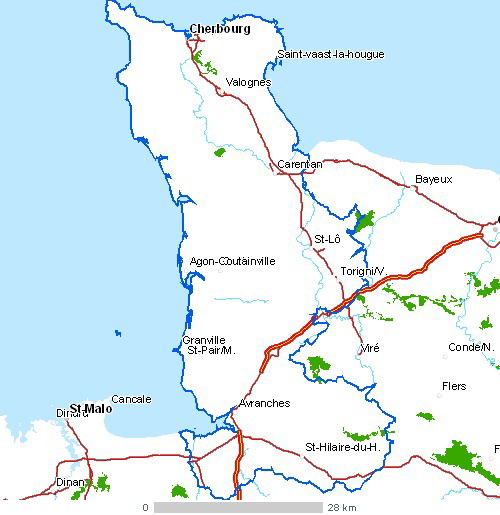
Mapa da península.

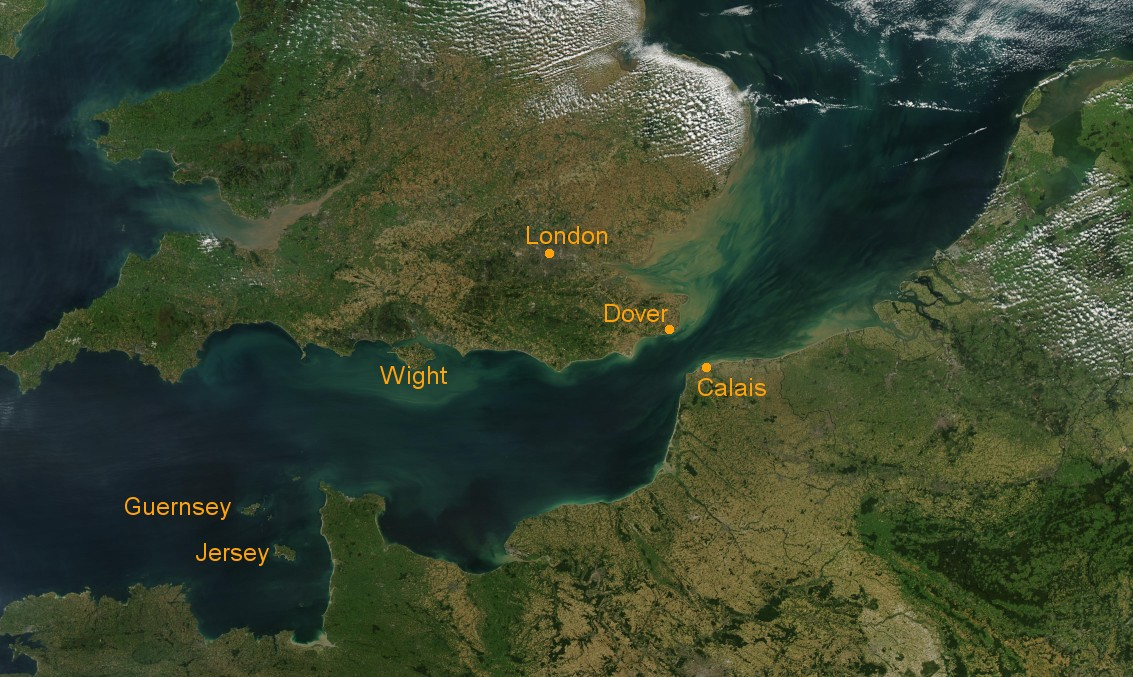
O Canal da Mancha e a península do Cotentin, em baixo e à esquerda, a leste de Guernsey e Jersey. Cortesia NASA

A península do Cotentin é uma parte da Normandia (região da Baixa Normandia), no noroeste da França, que avança pelo Canal da Mancha em direção à Inglaterra.

## Geografia
A península é uma parte do maciço armoricano e se estende entre o estuário do Vire e a baía do Mont Saint-Michel. O Parque natural regional do Marais du Cotentin et du Bessin ocupa uma grande parte da península.
A península do Contentin forma a parte norte do departamento da Mancha.
A maior cidade é Cherbourg, na costa norte, que é um porto marítimo de importância para as ligações com a Inglaterra e a Irlanda.
As outras principais cidades são: Coutances, Barfleur, Saint-Lô, Bricquebec, Granville, Barneville-Carteret, Carentan e Avranches.

## História
A cidade hoje conhecida sob o nome de Coutances, capital dos Unelli, uma tribo gaulesa, adquiriu o nome de Constantia em 298, durante o reino do Imperador romano Constâncio Cloro. A península inteira, chamada em Latim de pagus Constantinus, ficou conhecida subsequentemente como Cotentin.
Até a construção das rodovias modernas, a península era praticamente inacessível durante o inverno devido a uma zona pantanosa que atravessava o promontório. Isso explica algumas referências ocasionais do Cotentin como uma ilha.
A cidade de Valognes foi, até a Revolução francesa, um local bastante procurado pela aristocracia, apelidado de Versalhes da Normandia. Pouco resta das grandes mansões e castelos devido às destruições durante a Batalha da Normandia. A paisagem social foi descrita nas novelas de Jules Barbey d'Aurevilly (nascido no Cotentin).
A Batalha da Hougue ocorreu em 1692 em Saint-Vaast-la-Hougue, perto de Barfleur.
No cabo de la Hague existe atualmente uma usina de tratamento de dejetos nucleares desde 1984. Em Flamanville, na costa oeste, encontra-se uma central nuclear da EDF, companhia estatal francesa de eletricidade.

## Cultura
Devido ao seu relativo isolamento, a península é um dos focos remanescentes da língua normanda. O poeta de língua normanda Côtis-Capel descreveu o ambiente da península, enquanto o poeta de língua francesa Jacques Prévert tem sua residência em Omonville. O pintor Jean Millet nasceu na península.
O escritor de língua normanda Alfred Rossel, natural de Cherbourg, compôs diversas canções que fazem parte da herança cultural da região. Sua canção Sus la mé ("no mar") é cantada frequentemente como canção patriótica.